# Maasmechelen Village
Maasmechelen Village is het op 10 oktober 2001 geopende outletshoppingcentrum in Maasmechelen van de in 1992 gestichte Britse firma Value Retail Plc, geleid door de Amerikaanse bedenker en vastgoedspecialist Scott D. Malkin.

## Geschiedenis
Het winkelcentrum werd in 2001 opgebouwd als onderdeel van de reconversie van de plaatselijke mijnsite van de steenkoolmijn van Eisden. Het winkelcentrum bevindt zich naast de twee schachtbokken van de in 1987 gesloten mijn van Eisden. De Limburgse Reconversiemaatschappij (LRM) die mee participeerde wilde hiermee de tewerkstelling van laaggeschoolden stimuleren.
Het winkelcomplex bestaat uit een grote niet overdekte winkelstraat, de Mijnwerkersstraat, met enkele kleinere dwarse winkelstraatjes. De straat maakt sinds de afwerking van fase 2 in 2003 in de helft van de totale lengte een rechte hoek en huisvest een honderdtal winkels en eetgelegenheden. De parking, met 1.600 staanplaatsen, bevindt zich in de door de winkelstraat half omsloten ruimte. De winkels trekken tienduizenden bezoekers per week. In april 2015 werd Maasmechelen Village opgenomen in het Belgische reisschema van de Chinese reisorganisator U-Tour. In 2009 werden 2,5 miljoen bezoekers geteld, een aantal dat sindsdien ongeveer gelijk blijft. Value Retail mikt op een verdubbeling tot 5 miljoen funshoppers in 2022. Ongeveer 70% van de bezoekers zijn Belgen, het resterende percentage wordt verdeeld tussen Nederlanders en Duitsers, met een bescheiden toename van het aantal Chinezen.
Value Retail baat naast Maasmechelen Village meer outletcentra uit in Europa en China. De centra bevinden zich steeds binnen redelijke afstand van grote steden. Locaties werden uitgebouwd bij Londen, Dublin, Frankfurt en München, Parijs, Madrid en Barcelona. Een Italiaanse vestiging ligt tussen Milaan en Bologna. De beide Chinese vestigingen uit 2015 liggen bij de steden Suzhou en Shanghai, economisch belangrijke kuststeden in het zuiden van China. Maasmechelen wordt door Value Retail gepositioneerd tussen Brussel, Antwerpen, Keulen en Düsseldorf.

## Kritiek
Onderzoek van het Limburg Universitair Centrum in 2003 toonde aan dat de op dat moment 500 tewerkgestelde personeelsleden in de verkoop en horecasector niet de hoge werkloosheid van vrouwelijke laaggeschoolde arbeidskrachten in de regio hebben beïnvloed. Door de gevraagde meertaligheid bij de vacatures zijn de jobs naar hoger opgeleide gekwalificeerde meertalige werkkrachten gegaan. Enkel in de onderhouds- en schoonmaakafdelingen van het centrum konden lager geschoolden aan het werk.
Jaarlijks stapelen de verliescijfers van Maasmechelen Village zich op, tot 248 miljoen euro in 2016. In 2018 werd 12 miljoen euro aan schulden opgetekend, een jaar later waren er 271 miljoen euro aan overgedragen verliezen, het eigen vermogen stond 77 miljoen euro in het rood. Vanuit het management klinken geruststellende antwoorden, die door vakbonden en de vereniging van zelfstandige ondernemers Unizo niet zonder meer worden geaccepteerd.
Maasmechelen Village kwam in 2009 in de pers door overtredingen op de wetgeving rond zondagssluitingen. Het centrum is door zijn ligging in een toeristische zone in staat 45 zondagen van het jaar geopend te zijn. Het centrum opent evenwel ook op de zeven door de wet per jaar verplichte zondagssluitingen.
Op ongeveer 50 kilometer afstand ligt Designer Outlet Roermond van het concurrerende Britse McArthurGlen. Dit merkendorp opende eveneens in 2001, maar haalde onmiddellijk dubbel zoveel bezoekers en liet daarbij ook overtuigende winstcijfers optekenen. Na de laatste uitbreiding tot een oppervlakte van 45.000 m² claimt Roermond het grootste outlet center in Duitsland en de Benelux te herbergen.